# Райкович, Андрей Павлович
Андрей Павлович Райкович (укр. Андрій Павлович Райкович; род. 7 апреля 1956, Таллин) — украинский политик, предприниматель. Городской голова Кропивницкого 7 октября 2015 по 2022 год. Председатель Кировоградской областной государственной администрации с 7 марта 2022 года.

## Биография
Родился 7 апреля 1956 года в Таллине. Его дед по отцовской линии родом из села Берёзовка. Участник Первой мировой войны. Репрессирован в 1937 году. Отец Андрея — участник Великой Отечественной войны, оставшийся после окончания войны проходить службу в Таллине. В Эстонии он познакомился с будущей супругой, русской по национальности. После окончания службы отец работал шлифовщиком коленчатых валов, а мать — воспитательницей в детском саду. Позже семья переехала в город Долинская, где Андрей Райкович окончил школу.
Начал трудовую деятельность в 1977 году, став электриком на комбинате «Будиндустрия» в Кировограде. После этого в течение двух лет проходил срочную службу в рядах советской армии. В 1982 году окончил Кировоградский институт сельскохозяйственного машиностроения по специальности «электроснабжение промышленных предприятий».
С 1979 по 1986 год — инженер Долинского птицекомбината, где со временем его назначили инструктором Долинского райкома Коммунистической партии Украины. В 1986 году стал руководителем Долинского комбината хлебопродуктов, а в 1988 году — Долинского птицекомбината.
С 1990 по 2004 год являлся директором, а затем председателем правления открытого акционерного общества «Птицекомбинат» в Кировограде. В 1992 году стал владельцем «Мясокомбината „Ятрань“». В сентябре 2011 года стал генеральным директором «Мясокомбината „Ятрань“».

### Политическая деятельность
В 1997 году вошёл в состав соучредителей Кировоградского областного отделения Народной партии Украины. На парламентских выборах 1998 года баллотировался по списку Народной партии (№ 175), но народным депутатом не стал. Спустя четыре года вновь безуспешно баллотировался в Верховную раду от блока «За единую Украину!».
В 2006 году стал депутатом Кировоградского областного совета V созыва. В этом же году безуспешно баллотировался в Верховную раду. На досрочных парламентских выборах следующего года Райкович также был включён в список Народной партии, но избран вновь не был. В 2010 году он повторно был избран депутатом Кировоградского областного совета. Являлся членом постоянной комиссии по вопросам бюджета, финансовой деятельности и социально-экономического развития.
На выборах городского головы Кировограда (с 2016 года — Кропивницкий) 2015 года Райкович баллотировался от партии «Блок Петра Порошенко „Солидарность“» и был избран во втором туре, набрав 48,6 % голосов избирателей.
Во время местных выборов 2020 года Райкович вновь решил выдвинуть свою кандидатуру на кресло главы города, выдвинувшись от партии «Пропозиция». По итогам первого тура выборов действующий глава города получил 53,53 % голосов избирателей.
7 марта 2022 года, указом Президента Украины Владимира Зеленского назначен председателем Кировоградской областной государственной администрации.

## Награды и звания
- Заслуженный работник сельского хозяйства Украины (18 апреля 1997) — За личный вклад в становление национальной экономики, достижения весомых результатов в работе[13]
- Орден «За заслуги» ІІІ ступеней (15 октября 1998) — За весомые достижения в труде, личный вклад в развитие пищевой промышленности, высокий профессионализм[14]
- Орден «За заслуги» ІІ ступеней (21 августа 2001) — За значительный личный вклад в социально-экономическое и культурное развитие Украины, весомые трудовые достижения и по случаю 10-й годовщины независимости Украины[15]
- Орден «За заслуги» І ступеней (26 июня 2006) — За весомый личный вклад в государственное строительство, утверждение конституционных прав и свобод граждан, социально-экономическое и духовное развитие Украины[16]
- Орден князя Ярослава Мудрого V степени (28 июня 2017) — За значительный личный вклад в государственное строительство, социально-экономическое, научно-техническое, культурно-образовательное развитие Украины, весомые трудовые достижения и высокий профессионализм[17]
- Почётная грамота Верховной рады Украины[1]
- Почётный гражданин Кировограда (19 сентября 2013)[1]